# Lisa Ray
Lisa Ray (ur. 4 kwietnia 1972 w Toronto) – indyjsko-kanadyjska aktorka oraz modelka, córka Bengalczyka i Polki.

## Życiorys
Ray zaczęła pracę jako modelka w wieku 16 lat.
Występuje w filmach zarówno hollywoodzkich jak i bollywoodzkich, jednak jak sama podkreśla, lepiej wysławia się w języku polskim, niż w języku hindi.
W 2009 rozpoznano u niej nowotwór złośliwy - szpiczaka mnogiego. 22 kwietnia 2010 ogłoszono, że po przeszczepie komórek macierzystych została uwolniona od tego uprzednio nieuleczalnego nowotworu.